# Villaferrueña
Villaferrueña é um município da Espanha na província de Zamora, comunidade autónoma de Castela e Leão, de área 20,48 km² com população de 153 habitantes (2004) e densidade populacional de 7,47 hab/km².

## Demografia
| Variação demográfica do município entre 1991 e 2004 | Variação demográfica do município entre 1991 e 2004 | Variação demográfica do município entre 1991 e 2004 | Variação demográfica do município entre 1991 e 2004 |
| --------------------------------------------------- | --------------------------------------------------- | --------------------------------------------------- | --------------------------------------------------- |
| 1991                                                | 1996                                                | 2001                                                | 2004                                                |
| 188                                                 | 168                                                 | 152                                                 | 153                                                 |